# Hellenistisk religion
Hellenismen er den kultur- og religionshistoriske betegnelse for den periode, der strækker sig fra Alexander den Stores død (323 f.Kr.) og frem til ca. 300 e.Kr. Alexanders erobringer havde sat gang i en spredning af den græske kultur, som påvirkede bl.a. den religiøse udvikling i Middelhavsområdet.

## Historie
I denne tid øgedes Roms indflydelse gennem en mere engageret stormagtspolitik, hvor de havde øget fokus på de græsk dominerede dele af middelhavsområdet. På grund af den øgede kontakt med grækerne, og derigennem den orientalske kultur, modtager den romerske kultur kraftige impulser fra de erobrede områder. I disse internationale miljøer, og ikke mindst i Rom, udviklede den hellenistiske blandingskultur sig. Disse blandinger er præget af rodløshed, da de ofte blev spredt af lejesoldater, handelsmænd, administratorer eller andre rejsende, man var ikke længere borger i en polis, men kosmopolit.
I mylderet af forskellige religioner, der mødtes opstod der det vi kalder Mysteriereligioner, som er sammenblandede, sammensatte religioner (synkretisme).
Eksempler på mysteriereligioner, kan læses i Plutarchs skrift Om Isis og Osiris (Moralia på latin).